# Партія незалежності Пуерто-Рико

The flag of Puerto Rico (1895), which soon came to symbolize the ideals of the Puerto Rican independence movement, is now composed of the Puerto Rican Independence Party (PIP) and other organizations.

Новий прапор Пуерто-Рико, який пропонує Партія незалежності Пуерто-Рико (PIP)

Партія незалежності Пуерто-Рико (ісп. Partido Independentista Puertorriqueño) (Puerto Rican Independence Party, PIP) — одна з політичних партій Пуерто-Рико. Є однією з трьох головних політичних партій і друга найстаріша партія країни. Політична мета партії — незалежність від Сполучених Штатів Америки. Партія була заснована 20 жовтня 1946 р. як вислів незгоди з відмовою Народно-демократичної партії від боротьби за незалежність. Партія має ліву орієнтацію, знаходить підтримку серед робітничого класу країни та бідноти. Попри це, партія рішуче відмовилася від марксизму і виключила зі своїх лав про-комуністичних членів. Засновником партії був Хільберто Консепсьйон де Ґрасіа. У 1970-х роках партія брала участь у акціях протесту проти присутності американського військово-морського флоту на території країни. На останніх виборах у 2004 р. партія отримала тільки 2,4% (10-25% legislative) голосів виборців, однак має депутатів в сенаті країни.